# Josef Kozák
Josef Kozák (Zvolen, 6 marzo 1920 – Praga, 7 giugno 2000) è stato un pallavolista e allenatore di pallavolo cecoslovacco.

## Biografia
Ha conosciuto la pallavolo a Zvolen. Dopo essersi trasferito a Praga, ha iniziato a giocare nella squadra dell'AFC Waldes. Nel 1941 Jindřich Waldes, il fondatore della squadra, fu arrestato dalla Gestapo e l'intera squadra fu trasferita alla SK Slavia Praga. Ha giocato con la nazionale cecoslovacca nel 1947.
Ha allenato la squadra cecoslovacca negli anni 1953-1960. In questi anni ha ottenuto il primo posto a campionato mondiale maschile del 1956 a Parigi e il secondo posto a quello del 1960 a Rio de Janeiro.
Dopo il 1960 ha lavorato come preparatore di pallavolo in Francia, Italia, Austria e Jugoslavia.
Ha allenato la nazionale italiana nel biennio 1967-1969.
Tra gli atleti che ha portato alla ribalta internazionale figurano: Josef Musil, Petr Kop, Bohumil Golián, Ladislav Toman.